# لیک پرستن (داکوتای جنوبی)
لیک پرستن(به انگلیسی: Lake Preston) شهری در ایالت داکوتای جنوبی کشور ایالات متحده آمریکا است که جمعیت آن در سرشماری سال ۲۰۱۰ میلادی، ۵۹۹ نفر بوده‌است.